# Francisco Gerometta
Francisco Joel Gerometta (Villa Ocampo, Provincia de Santa Fe, Argentina; 1 de septiembre de 1999) es un futbolista argentino. Juega como lateral por derecha y su actual equipo es Unión de Santa Fe de la Liga Profesional.

## Trayectoria
Francisco Gerometta se inició futbolísticamente en el club Ocampo Fábrica de su ciudad natal, hasta que en el año 2013 se sumó a las inferiores de Unión de Santa Fe de la mano de Nicolás Frutos (coordinador general del fútbol amateur tatengue), que lo observó en una prueba de jugadores.
En 2015 fue promovido al plantel de Reserva, pero una rotura de ligamentos lo tuvo inactivo durante varios meses. Una vez recuperado de la lesión, regresó a jugar en su categoría y al poco tiempo pudo reinsertarse nuevamente en la Reserva; paralelamente, también se desempeñaba en el equipo de Liga Santafesina, con el que se consagró campeón a fines de 2016. Sus buenos rendimientos llamaron la atención de Sebastián Beccacece, quien en 2018 lo convocó para entrenarse con la Selección Sub-20.
A principios de 2020 el técnico Leonardo Madelón decidió llevarlo a su primera pretemporada con el plantel profesional y además lo incluyó en la lista de 30 jugadores para la Copa Sudamericana. Su debut oficial se produjo el 9 de febrero: ese día, Gerometta fue titular en la derrota de Unión 2-1 ante River Plate.
Jugo también en Gimnasia y Esgrima La Plata.

## Clubes
- Actualizado al 13 de mayo de 2025

| Club                    | Div.                | Temporada           | Liga | Liga | Copa Nacional | Copa Nacional | Copa Internacional | Copa Internacional | Total | Total |
| Club                    | Div.                | Temporada           | PJ   | G    | PJ            | G             | PJ                 | G                  | PJ    | G     |
| ----------------------- | ------------------- | ------------------- | ---- | ---- | ------------- | ------------- | ------------------ | ------------------ | ----- | ----- |
| Unión Argentina         |                     |                     |      |      |               |               |                    |                    |       |       |
| 1.ª                     | 2019/20             | 1                   | 0    | 1    | 0             | 0             | 0                  | 2                  | 0     |       |
| 1.ª                     | 2020                | -                   | -    | 4    | 0             | 1             | 0                  | 5                  | 0     |       |
| 1.ª                     | 2021                | -                   | -    | 6    | 0             | -             | -                  | 6                  | 0     |       |
| 1.ª                     | 2022                | 16                  | 0    | 0    | 0             | 0             | 0                  | 16                 | 0     |       |
| 1.ª                     | 2023                | 16                  | 0    | 5    | 0             | -             | -                  | 21                 | 0     |       |
| 1.ª                     | 2024                | 8                   | 0    | 3    | 0             | -             | -                  | 11                 | 0     |       |
| 1.ª                     | 2025                | 9                   | 0    | 1    | 0             | 3             | 0                  | 13                 | 0     |       |
| Total                   | Total               | 50                  | 0    | 20   | 0             | 4             | 0                  | 74                 | 0     |       |
| Gimnasia (LP) Argentina |                     |                     |      |      |               |               |                    |                    |       |       |
| 1.ª                     | 2021                | 24                  | 0    | 1    | 0             | -             | -                  | 25                 | 0     |       |
| 1.ª                     | 2022                | -                   | -    | 9    | 0             | -             | -                  | 9                  | 0     |       |
| Total                   | Total               | 24                  | 0    | 10   | 0             | -             | -                  | 34                 | 0     |       |
| Total en su carrera     | Total en su carrera | Total en su carrera | 74   | 0    | 30            | 0             | 4                  | 0                  | 108   | 0     |